# Sinoxylon ceratoniae
Sinoxylon ceratoniae is een keversoort uit de familie boorkevers (Bostrichidae). De wetenschappelijke naam van de soort werd in 1758 als Scarabaeus ceratoniae gepubliceerd door Carl Linnaeus. 